# 小林誠二
小林 誠二（こばやし せいじ、1958年1月22日 - ）は、広島県比婆郡高野町（現：庄原市）出身の元プロ野球選手（投手）、野球解説者。解説者時代から中日二軍投手コーチ時代の2010年までは小林 聖始（読みは同じ）と改名していた。

## 経歴
生後4ヶ月の頃に父が死去。母は農協に勤務。高野中学校卒業後、広島市内の広島県立広島工業高等学校に進学。
1974年秋季中国大会では、エースとして多々良学園・高木豊と投げ合ってノーヒットノーランを達成するなど全試合で完投し、チームを優勝に導いた。
1975年の第47回選抜高等学校野球大会に出場。熊野輝光のいた志度商を降し2回戦に進むが、福井商に完封負け。
同年のドラフト4位で地元広島東洋カープから指名を受け入団。プロ入り当初はチームでも一、二を争う速球派で、同期入団の北別府学より先に一軍昇格したが、肩を痛めてサイドスローに転向。
1981年に西武ライオンズに移籍。林義一コーチにより、オーバースローに戻していたフォームを再びサイドスローに戻し、パームボールを習得して頭角を現すと、中継ぎ、抑えとして活躍。
1982年のパ・リーグ優勝を決めた試合（プレーオフ第4戦）では胴上げ投手となった。同年の中日ドラゴンズとの日本シリーズではリリーフとして3試合に登板し2勝1敗を記録、最終第6戦で勝利投手となりチーム日本一に貢献している。
1983年の読売ジャイアンツとの日本シリーズでも第2戦に登板している。
1984年、高橋俊春とのトレードで広島に復帰。広島から西武への移籍時「小林は3年間で広島に復帰させる」と両球団の間でとりきめがなされており、当時の西武・広岡達朗監督は小林の放出を相当に渋った。なお、後年ではこの移籍は野球協約に抵触するレンタル移籍であったとの指摘もされている。同年は抑えの切り札として活躍し11勝9セーブ、最優秀防御率のタイトルを獲得した。チームのセ・リーグ優勝を決めた試合では先発投手を務め、プロ初完投勝利を挙げて、胴上げ投手になった。また阪急ブレーブスとの日本シリーズでは4試合に登板、第1戦で勝利投手となり、史上初の両リーグでのシリーズ勝利投手も記録、広島の日本一に貢献した。しかし、パームボールを投げ続けたことで肘を故障した。
1988年に30歳で現役を引退した。
以後、1989年から2004年までの16年間は、日本テレビ・広島テレビ・ラジオ日本で野球解説者を務めていた。また、広島県の夕方の人気番組である『柏村武昭のテレビ宣言』（現『テレビ派』）に毎週金曜日にコメンテーターとして出演していた。
2005年より、中日ドラゴンズの二軍投手コーチを務めていた。
2011年限りで落合博満監督の退任にともない退団した。
その後は広島市に生活拠点を戻し、2012年7月30日、広島市中区に、自らがオーナーを務める飲食店『べんがら亭 小町』を開業したが、2年後の2014年7月に閉店した。
その間、野球解説者としての活動を再開し、J SPORTS制作の広島主催ゲームや中国新聞社制作のケーブルテレビ向けウエスタン・リーグ中継などに出演した。
2016年には金星根監督に招聘されて韓国プロ野球のハンファ・イーグルスの一軍投手コーチに就任した。しかし、投手陣の深刻な不振によりチームは最下位に低迷し、4月13日に二軍に配置転換された直後、自ら球団に契約解除を申し出て辞任した。帰国後は再びJ SPORTS広島戦中継の解説者として活動している。

## 詳細情報

### 年度別投手成績
| 年 度      | 球 団      | 登 板 | 先 発 | 完 投 | 完 封 | 無 四 球 | 勝 利 | 敗 戦 | セ 丨 ブ | ホ 丨 ル ド | 勝 率 | 打 者 | 投 球 回 | 被 安 打 | 被 本 塁 打 | 与 四 球 | 敬 遠 | 与 死 球 | 奪 三 振 | 暴 投 | ボ 丨 ク | 失 点 | 自 責 点 | 防 御 率 | W H I P |
| ---------- | ---------- | ----- | ----- | ----- | ----- | -------- | ----- | ----- | -------- | ----------- | ----- | ----- | -------- | -------- | ----------- | -------- | ----- | -------- | -------- | ----- | -------- | ----- | -------- | -------- | ------- |
| 1976       | 広島       | 5     | 1     | 0     | 0     | 0        | 0     | 0     | 0        | --          | ----  | 40    | 8.1      | 15       | 1           | 3        | 0     | 0        | 5        | 1     | 0        | 8     | 7        | 7.88     | 2.16    |
| 1977       | 広島       | 18    | 6     | 0     | 0     | 0        | 1     | 3     | 0        | --          | .250  | 200   | 43.0     | 51       | 9           | 25       | 0     | 4        | 34       | 0     | 0        | 33    | 32       | 6.70     | 1.77    |
| 1978       | 広島       | 2     | 1     | 0     | 0     | 0        | 1     | 0     | 0        | --          | 1.000 | 31    | 8.0      | 7        | 1           | 3        | 0     | 0        | 4        | 0     | 0        | 3     | 3        | 3.38     | 1.25    |
| 1981       | 西武       | 7     | 0     | 0     | 0     | 0        | 0     | 0     | 0        | --          | ----  | 43    | 9.0      | 14       | 0           | 3        | 0     | 2        | 3        | 0     | 0        | 4     | 4        | 4.00     | 1.89    |
| 1982       | 西武       | 13    | 0     | 0     | 0     | 0        | 4     | 0     | 1        | --          | 1.000 | 129   | 34.0     | 22       | 3           | 3        | 1     | 2        | 29       | 0     | 0        | 11    | 9        | 2.38     | 0.74    |
| 1983       | 西武       | 23    | 1     | 0     | 0     | 0        | 3     | 1     | 1        | --          | .750  | 190   | 45.1     | 43       | 6           | 16       | 2     | 1        | 26       | 0     | 0        | 19    | 19       | 3.77     | 1.30    |
| 1984       | 広島       | 55    | 2     | 1     | 0     | 0        | 11    | 4     | 9        | --          | .733  | 519   | 130.2    | 98       | 12          | 36       | 6     | 6        | 112      | 2     | 0        | 40    | 32       | 2.20     | 1.03    |
| 1985       | 広島       | 45    | 0     | 0     | 0     | 0        | 4     | 5     | 7        | --          | .444  | 408   | 95.0     | 93       | 14          | 34       | 3     | 5        | 72       | 1     | 0        | 46    | 41       | 3.88     | 1.34    |
| 1986       | 広島       | 33    | 0     | 0     | 0     | 0        | 3     | 1     | 2        | --          | .750  | 262   | 59.2     | 69       | 8           | 14       | 4     | 4        | 41       | 1     | 0        | 27    | 25       | 3.77     | 1.39    |
| 1987       | 広島       | 16    | 0     | 0     | 0     | 0        | 2     | 1     | 0        | --          | .667  | 86    | 19.2     | 18       | 5           | 8        | 1     | 1        | 9        | 0     | 0        | 14    | 12       | 5.49     | 1.32    |
| 1988       | 広島       | 5     | 1     | 0     | 0     | 0        | 0     | 0     | 0        | --          | ----  | 41    | 9.1      | 11       | 2           | 2        | 0     | 2        | 12       | 0     | 0        | 7     | 6        | 5.79     | 1.39    |
| 通算：11年 | 通算：11年 | 222   | 12    | 1     | 0     | 0        | 29    | 15    | 20       | --          | .659  | 1949  | 462.0    | 441      | 61          | 147      | 17    | 27       | 347      | 5     | 0        | 212   | 190      | 3.70     | 1.27    |

- 各年度の太字はリーグ最高

### タイトル
- 最優秀防御率：1回（1984年）

### 記録
- 初登板：1976年4月11日、対読売ジャイアンツ2回戦（後楽園球場）、7回裏無死に5番手で救援登板・完了、2回3失点（自責点2）
- 初奪三振：同上、7回裏に河埜和正から
- 初先発：1976年10月19日、対中日ドラゴンズ26回戦（ナゴヤ球場）、2回3失点
- 初勝利・初先発勝利：1977年5月14日、対阪神タイガース5回戦（阪神甲子園球場）、6回無失点
- 初セーブ：1982年9月3日、対阪急ブレーブス後期11回戦（阪急西宮球場）、7回裏に2番手で救援登板・完了、3回2失点
- 初完投勝利：1984年10月4日、対横浜大洋ホエールズ23回戦（横浜スタジアム）、9回2失点
- 日本シリーズ両リーグ勝利投手：西武で2勝・広島で1勝　※史上初

### 背番号
- 29 （1976年 - 1980年、1984年 - 1988年）
- 23 （1981年）
- 41 （1982年 - 1983年）
- 78 （2005年 - 2011年）
- 89 （2016年）

## 関連情報

### 出演番組
- 知りため!プラス（テレビ新広島。2014年4月から2015年3月まで出演）
- Dramatic Game 1844 - 出演していた、日本テレビのプロ野球中継の現行タイトル。
- ラジオ日本ジャイアンツナイター
- 進め!スポーツ元気丸
- ズームイン!!朝!
- J SPORTS STADIUM（2016年 -。広島OBとしてゲスト解説として出演）

### CM
- ジャストホーム株式会社